# Szkoła Podstawowa nr 40 im. Mieszka I w Poznaniu
Szkoła Podstawowa z Oddziałami Integracyjnymi nr 40 im. Mieszka I w Poznaniu – szkoła podstawowa znajdująca się na terenie Poznania na Garbarach. Mieści się w budynku z pocz. XX wieku, zaprojektowanym przez architekta Hermanna Herrenbergera w stylu czerpiącym z renesansu północnego (niemieckiego i holenderskiego).
W roku szkolnym 2019/20 szkoła liczyła 17 oddziałów.

## Historia
Szkołę założono w 1917. Początkowo (do 1939 roku) funkcjonowała jako Żeńska Publiczna Szkoła Powszechna im. Ewarysta Estkowskiego nr. 15. W 1934 roku oficjalnie swoją działalność oświatową rozpoczęła Szkoła Podstawowa nr 40. W czasie II wojny światowej budynek szkoły przeznaczono na obóz dla jeńców angielskich. W 1947 roku w budynku obok Szkoły Podstawowej nr 40 swe funkcjonowanie rozpoczęła przeniesiona z ul. Wszystkich Świętych Szkoła Podstawowa nr 37. Od 1970 cały budynek zajmuje Szkoła Podstawowa nr 40, która do kwietnia 1992 nosiła imię Lucjana Rudnickiego. Na przełomie lat 80. i 90. podjęto starania o zmianę patrona szkoły. W tysięczną rocznicę śmierci pierwszego władcy Polski – 25 maja 1992 roku, odbyła się uroczystość nadania szkole imienia Mieszka I oraz wręczenia nowego sztandaru. W lutym 1996 roku obiekty budowlane, w których mieści się szkoła, wpisane zostały do Państwowego Rejestru Zabytków.  
W czerwcu 2017 roku szkoła uroczyście obchodziła 100 lat istnienia. W ramach obchodów odbyło się spotkanie absolwentów z Jerzym Sobczakiem - nauczycielem geografii i opiekunem Szkolnego Koła Krajoznawczo -Turystycznego oraz z Jackiem Kulmem -  absolwentem szkoły, kolegą ze szkolnej ławki Romka Strzałkowskiego. ZNany fotograf zaprezentował wystawę zdjęć swego autorstwa "Czerwiec’56 - Oskarżony". 

## Absolwenci
- Jacek Kulm,
- Romek Strzałkowski[4].

## Hymn szkoły
1. Tysiąc lat przed nami On żył,
dzielnych wojów prowadził w bój,
lecz nie pragnął krwi rozlewu,
z sąsiadami nie chciał gniewu.
Ref.O Mieszku I nasza pieśń,
40-sta szkoła chce ją nieść,
nad Poznaniem, nad obłoki,
ponad Bałtyk, po gór stoki.
2.Wiezie do Rzymu poseł wieść:
Polanie przyjmują chrzest!
Mieszko z Dąbrówką się żeni,
pobożna to była ksieni.